# Youddiph
Masha Katz (en russe; en russe : Кац, Мария Львовна également connue sous son nom de scène initial de Youddiph, russe : Юдифь, qui se traduit par Judith), est née le 23 janvier 1973 la première artiste de Russie à avoir participé au concours de l'Eurovision durant l'édition 1994 dans lequel elle est arrivée neuvième.

## Biographie
Masha naît à Moscou dans une famille juive défavorisée, ayant connu une enfance difficile. Elle n'a que treize ans quand son père tombe gravement malade et perd la vue. Un an plus tard, pour soutenir ses parents, elle accepte de travailler à mi-temps dans un hôpital malgré son jeune âge comme infirmière. Attirée par le chant depuis l'adolescence, sa rencontre en 1989 avec le poète Karen Kavaleryan contribuera à commencer sa carrière.
En 1994, elle est nommée pour représenter la Russie au concours de l'Eurovision avec sa chanson Vyechniy stranik (Вечный странник "Errant éternel") qui en remportant plus de 70 points permet à son pays d'accéder à la 9ème place du classement sur les 25 pays représentés. Elle déclare avoir souhaité initialement concourir sous sa véritable identité mais en raison de la pression subie par les producteurs et de l'antisémitisme latent en Russie, elle a été forcée de se présenter sous le pseudonyme de Youddiph. Elle est également active dans le doublage de film.
Juive pratiquante, elle partage sa vie entre la Russie et Israël et vit actuellement en couple avec le musicien Andreï Makarevitch, elle est la mère d'une fille Seraphima, née en 2001 de son conjoint de l'époque.

## Discographie

### Album
1. Youddiph
2. Рыжий блюз
3. Чувство ритма

### Singles
1. Океан
2. Колыбельная
3. Circle Line
4. Dreams Of Youth
5. Heavy Sin
6. Free Love
7. Keep Your Heart
8. Вечный странник
9. Magic Word
10. My Boy Is Drivin' A Bus
11. My World
12. We Can Be Friends
13. На волне
14. Without You
15. Ты не моя печаль
16. Свет луны
17. Honey Hush
18. Ты усталый путник
19. Ain't Nobody's Business, If I Do
20. I Feel The Same
21. Try
22. It's a Bad Thing
23. Ищу тебя
24. Скажи
25. Чувство ритма
26. Слушай небо
27. Города любви
28. Сердце танца
29. Образ жизни
30. Голос сердца
31. Берегите ножки

## Doublage
| Année | Film      | Rôle                             |
| ----- | --------- | -------------------------------- |
| 1997  | Anastasia | Anastasia (voix)                 |
| 2002  | Chicago   | Velma Kelly/Mary Sunshine (voix) |
| 2016  | Raiponce  | Mother Gothel (voix)             |